# A Night at the Opera (Blind Guardian)
A Night at the Opera (Una notte all'opera in inglese) è il settimo album registrato in studio del gruppo musicale power metal tedesco Blind Guardian, pubblicato dalla Virgin Records nel 2002. Il titolo dell'album è un omaggio all'omonimo disco dei Queen.

## Il disco
Come suggerisce il titolo, i brani di quest'album sono stati concepiti in modo tale da dare l'illusione che siano accompagnati da un'orchestra. Gli strumenti classici del genere metal  (chitarra, basso, e batteria), non sono però accompagnati da una vera orchestra, ma dall'uso del sintetizzatore, nonostante la band in principio volesse farsi accompagnare veramente da un'orchestra, idea poi scartata a causa di problemi economici.

## Le tracce
È un album dai vari temi, che spazia dal mito classico alla letteratura ottocentesca.
La prima traccia, Precious Jerusalem, è chiaramente ispirata sia come musica che come contenuti a Jesus Christ Superstar, da sempre l'album preferito di Hansi Kürsch (cantante e frontman del gruppo).
Battlefield, il cui ritmo incalzante riporta alla mente l'azione di una battaglia campale, è ispirata all'Hildebrandenlied.
Under the Ice, come anche And Then There Was Silence, è ispirata all'Iliade, alla caduta di Troia e in particolare alle vicende di Cassandra, una delle figlie di Priamo, dotata del dono della divinazione.
The Maiden and the Minstrel Knight è una commovente ballata che parla dell'amore fra Tristano e Isotta.
Wait for an Answer è ispirata al racconto Il ritratto di Dorian Gray di Oscar Wilde ed è stata modificata dopo gli eventi dell'11 settembre.
The Soulforged è ispirata ad uno dei personaggi della saga di Dragonlance, Raistlin; questo tema venne deciso dai fan tramite un sondaggio organizzato sul sito internet dei Blind Guardian.
Age of False Innocence è incentrata sulla persecuzione di Galileo Galilei.
Punishment Divine parla di Friedrich Nietzsche e la pazzia che lo ha colto alla fine della sua esistenza.
Sadly Sings Destiny racconta tutto il martirio che ha dovuto subire Gesù Cristo.
La bonus track Harvest of Sorrow è stata registrata in cinque versioni differenti: una in inglese, una in italiano, una in francese, due in spagnolo una per il mercato europeo e una per quello sudamericano.
I disegni di copertina sono stati ideati dal chitarrista André Olbrich e realizzati da Paul Raymond Gregory.

## Formazione
- Hansi Kürsch - voce
- André Olbrich - chitarra
- Marcus Siepen - chitarra
- Thomas Stauch - batteria

## Musicisti di supporto
- Oliver Holzwarth - basso
- Mathias Weisner - tastiera e effetti orchestrali
- Pad Bender, Boris Schmidt e Sascha Paeth - tastiere e effetti sonori
- Michael Schuener - piano in Age of False Innocence
- Billy King - voce addizionale
- Rolf Köhler - voce addizionale
- Thomas Hackmann - voce addizionale
- Olaf Senkbeil - voce addizionale

## Tracce
1. Precious Jerusalem – 6:21
2. Battlefield – 5:37
3. Under the Ice – 5:44
4. Sadly Sings Destiny – 6:04
5. The Maiden and the Minstrel Knight – 5:30
6. Wait for an Answer – 6:30
7. The Soulforged – 5:18
8. Age of False Innocence – 6:05
9. Punishment Divine – 5:45
10. And Then There Was Silence – 14:05

Bonus Track
- Harvest of Sorrow (versione inglese)
- Mies del Dolor (versione spagnola)
- La Cosecha del Dolor (versione per il mercato sudamericano in spagnolo)
- Moisson de Peine (versione francese)
- Frutto del Buio (versione italiana)